# Raise
Pour l'album d'Earth, Wind and Fire, voir Raise!.
Raise est une société créée en 2013 dans le secteur du capital-investissement. L'entreprise qui est basée à Paris et compte 95 employés, est dirigée par Gonzague de Blignières et Clara Gaymard les deux fondateurs.
Raise se présente comme un fonds d'investissement, mais aussi un fonds de dotation.

## Secteurs d'activité
Raise investit dans des secteurs variés, du monde des crèches d'entreprise, en passant par la fabrication de vêtement, le consulting, les entreprises à mission, l'intelligence économique, la e-réputation, la cybersécurité, ou encore l'immobilier et l'éducation[réf. souhaitée].
L'activité est structurée autour de cinq filiales :
- Raise investissement, une société de capital-investissement, qui investit essentiellement dans des entreprises françaises ayant un chiffre d'affaires compris entre 30 et 500 millions d'euros. Parmi ces dernières figurent des acteurs économiques positionnés dans des secteurs d'activités très divers allant des crèches d'entreprises, avec une participation depuis avril 2015 dans la société Babilou, jusqu'au monde de la e-réputation et de l'intelligence économique, avec notamment une entrée en juillet 2019 au capital de la société Avisa Partners— alliance entre Demeter Partners, Lexfo, une agence de cybersécurité, et le cabinet belge Jacques Lafitte —[11],[12].
- Le Fonds de dotation RAISESHERPAS qui accompagne des startups, de plus de 18 mois, en phase de développement et en croissance. Plus de 275 entreprises ont été accompagnées par cette entité de Raise et 65 prêts ont été accordés. Parmi les startups bénéficiaires de ce dispositif figurent notamment l'Anticafé, une société spécialisée dans le coworking créée par Leonid Goncharov et dont le nom désigne un lieu de restauration inhabituel en Russie[13], ou encore Click&Boat, une plateforme de location de bateaux entre particuliers[14] ;
- Raise REIM (Real Estate Investment Managers) est une société de gestion indépendante[15], et qui est dotée d'une capacité d'investissement de 500 millions d'euros[16] ;
- Raise Ventures investit dans des startups innovantes en France et en Europe comme Early Metrics (une agence de notation des startups françaises et européennes[17]), WeMaintain (acteur du marché de l'ascenseur[18]) ou encore FinFrog (acteur du microcrédit d'utilité sociale[19]) ;
- Raise Impact, qui a déjà levé pour 260 millions d'euros, est un fonds qui accompagne en tant qu'actionnaire minoritaire des acteurs économiques dont les activités concourent à répondre de manière systémique aux enjeux sociaux et environnementaux.[réf. souhaitée]